# Batalla de Fraile Muerto (1818)
La batalla de Fraile Muerto fue un enfrentamiento sucedido el 8 de noviembre de 1818 en Fraile Muerto, hoy en día Bell Ville, provincia de Córdoba, Argentina, entre las tropas federales del caudillo santafesino Estanislao López y las del coronel Juan Bautista Bustos, siendo enviadas por el director supremo Juan Martín de Pueyrredón en el marco de las guerras civiles argentinas.

## Antecedentes
Tras la revolución de Mayo, Buenos Aires intento mantener el control de las provincias del interior, pero, en 1815, Santa Fe proclamó su autonomía frente al sistema de gobierno centralizado llevado a cabo por el Directorio. Esta enfrenta fue respondida con el envío de dos invasiones hacía la ciudad capital, Santa Fe, en 1815 y 1816, al mando de los generales Juan José Viamonte y Eustoquio Díaz Vélez, respectivamente, que fracasaron.
Estas victorias en defensa de la autonomía provincial llevaron a lograr una independencia nominal frente al gobierno bonaerense, pero las diferencias internas, los problemas económicos, sumado a la adversidad del gobierno central y los indígenas del norte, llevó a que el comandante Estanislao López tomara el poder el 23 de julio de 1818, deponiendo al debilitado Mariano Vera. Entonces, López deportó a Vera y sus aliados a Paraná, reestableció las relaciones con Artigas y pacificó la frontera con los indígenas, al entablar la paz con sus caciques. Aprovechando esta anarquía, el director Pueyrredón ordenó enviar una invasión sobre Entre Ríos y Santa Fe.

## Disposición de las tropas
En el mes de septiembre, en San Nicolás, se reunió un ejército de 3000 hombres de infantería y caballería y 8 piezas de artillería, al mando del general Juan Ramón Balcarce, que recibió el nombre de Ejército de Observación. Esta formación era acompañada por unos 600 hombres al mando del coronel Juan Bautista Bustos, que se hallaban en Córdoba, y otros 300 entrerrianos al mando del coronel Eusebio Hereñú, embarcados en una flotilla formada por bergantines Belén y Aránzazu, la goleta Invencible y varios lanchones armados a órdenes del sargento mayor Ángel Hubac, que tenían la misión de bloquear la ciudad de Santa Fe.
Por otro lado, López contaba con unos 300 hombres del Cuerpo de Dragones y otras partidas de paisanos e indígenas con poca experiencia militar, con lo cual llegaba a los 1000 hombres a lo sumo. A comienzos de noviembres, Balcarce se movió al Arroyo del Medio y Bustos se dirigió a Fraile Muerto, a la espera de refuerzos. Aprovechando la velocidad de sus tropas y la lentitud del enemigo para avanzar, decidió atacar al contingente cordobés para disminuir el número de enemigos, a la vez que ganaba moral y materialmente, mientras disponía algunas partidas de montoneros cerca de Rosario para que atrasen a Balcarce.

## Desarrollo
López se movilizó rápidamente con 400 jinetes y 50 indígenas hacía Córdoba, delegando el poder en Luis Aldao; mientras, Bustos había dispuesto dos puestos de avanzada con 100 hombres, uno en Cruz Alta, al sur, y otro en Litín, al norte, al mando del comandante Pueyrredon y del capitán Quevedo respectivamente, quedándose con 400 hombres en Fraile Muerto.
López franqueó primero a las fuerzas ubicadas en Cruz Alta, que no lo notaron, y tomó por sorpresa a Quevedo en Litín, poniéndolo en retirada, el 6 de noviembre y, ante el envío de una columna de tropas por parte de Bustos, se retiró momentáneamente. Aunque los pases de río estaban vigilados, el mismo era vadeable por cualquier lado. El 8 de noviembre, López franqueó por sorpresa el río Tercero con sus 400 jinetes y se lanzó sobre las tropas de Bustos, que se atrincheraron en el pueblo y su campamento. Las tropas cordobesas buscaron defender la casa de postas donde se encontraban los caudales del estado, mientras que los santafesinos se apoderase del ganado y de sus cabalgaduras. Sin las fuerzas ni los medios suficientes para intentar atacar de frente el pueblo, López se decidió por mantenerlo sitiado, mientras intentaba retiradas simuladas para que el enemigo lo siga y poder entablar batalla en campo abierto, sin resultado.
Sin poder realizar acción alguna, y al enterarse de que desde Córdoba se había mandado 300 hombres de refuerzo al mando del general Arenales, López decidió levantar el sitio y se retiró hacía Carrizal, en el centro santafesino, llegando el 17 de noviembre, justo a tiempo para frenar la invasión que se avecinaba. En el parte de Bustos, declara la muerte de cuatro hombres y otros tres heridos.

## Consecuencias
El 15 de noviembre, la vanguardia bonaerense, con 700 hombres al mando del coronel Domingo Sáenz, llegó a Rosario, cuyas fuerzas ya se habían replegado hacía el río Carcarañá anteriormente, dejando partidas aisladas que fueron perseguidas por Sáenz hasta San Lorenzo el 17, y avanzó hacía Coronda el 18. Tal avance se sucedió bajo el fuego constante de las montoneras dejadas por López, una técnica de guerrilla que tenía bien diseñada y planeada. Con la llegada del grueso de las tropas santafesinas, Balcarce reintegró la vanguardia al resto del ejército.
A sabiendas de la aún notable inferioridad numérica, López le escapó al enfrentamiento en campo abierto y se ubicó en Santa Fe, siguiendo con la guerra de guerrillas y atrincherándose en puntos claves, donde se trabó el conflicto. Sin embargo, el coronel Rafael Hortiguera, con la guía de un baqueano, flanqueo el río y atacó por sorpresa a las fuerzas de López, derrotándolo el 27 de noviembre en el Paso de Aguirre  y obligándolo a retroceder. Alentado por el éxito, Hortiguera persiguió a una partida de montoneros, solo para encontrarse con el grueso de las fuerzas enemigas, que lo derrotaron en el combate de Arroyo Aguiar del 28 de noviembre.
Estas derrotas, sumado a las deserciones entre la caballería, la falta de recursos, la hostilidad de los locales, la guerra de guerrillas y la falta de refuerzos de Bustos que no iban a llegar, pusieron a Balcarce en una frágil posición, que solo empeoró al enterarse de que la invasión bonaerense de Entre Ríos había sido derrotada, y Artigas y Ramírez mandaban una fuerza de 2000 hombres entrerrianos, 500 correntinos y una pequeña cuadrilla en auxilio de Santa Fe. Así, Balcarce, desoyendo al directorio, se retiró hacía Rosario, mientras que la escuadrilla naval fue derrotada en una pequeña acción, que la obligó a levantar el bloqueo y dirigirse a San Nicolás.